# Queenslandolaelaps vitzthumi
Queenslandolaelaps vitzthumi är en spindeldjursart som beskrevs av Womersley 1956. Queenslandolaelaps vitzthumi ingår i släktet Queenslandolaelaps och familjen Ologamasidae. Inga underarter finns listade i Catalogue of Life.